# Hepatology
La revue Hepatology est publiée par Wiley-Blackwell au nom de l'American Association for the Study of Liver Diseases.
Selon les Journal Citation Reports son facteur d'impact est de 11,055 en 2014, la plaçant en 5e place parmi 76 revues dans la catégorie Gastroenterology & Hepatology. Le rédacteur en chef en est Michael H Nathanson.

## Indexation des résumés
Les articles d'Hepatology et leurs résumés sont indexés par :
- Abstracts in Anthropology (Baywood Publishing)
- Abstracts on Hygiene & Communicable Diseases (CABI)
- AgBiotech News & Information (CABI)
- AgBiotechNet (CABI)
- Agricultural Engineering Abstracts (CABI)
- Animal Breeding Abstracts (CABI)
- Biological Abstracts (Thomson Reuters)
- BIOSIS Previews (Thomson Reuters)
- Botanical Pesticides (CABI)
- CAB Abstracts (CABI)
- CABDirect (CABI)
- CAS: Chemical Abstracts Service (ACS)
- Chemical Abstracts Service/SciFinder (ACS)
- Current Contents: Clinical Medicine (Thomson Reuters)
- Current Contents: Life Sciences (Thomson Reuters)
- Dairy Science Abstracts (CABI)
- Embase (Elsevier)
- Forest Products Abstracts (CABI)
- Forestry Abstracts (CABI)
- Global Health (CABI)
- HEED: Health Economic Evaluations Database (Wiley-Blackwell)
- Helminthological Abstracts (CABI)
- Horticultural Science Abstracts (CABI)
- Index Medicus/MEDLINE (NLM)
- Index Veterinarius (CABI)
- International Pharmaceutical Abstracts (Thomson Reuters)
- Journal Citation Reports/Science Edition (Thomson Reuters)
- Leisure, Recreation & Tourism Abstracts (CABI)
- MEDLINE/PubMed (NLM)
- Nutrition Abstracts & Reviews Series A: Human & Experimental (CABI)
- Nutrition Abstracts & Reviews Series B: Livestock Feeds & Feeding (CABI)
- Pig News & Information (CABI)
- PubMed Dietary Supplement Subset (NLM)
- Review of Agricultural Entomology (CABI)
- Review of Aromatic & Medicinal Plants (CABI)
- Review of Medical & Veterinary Entomology (CABI)
- Review of Medical & Veterinary Mycology (CABI)
- Rural Development Abstracts (CABI)
- Science Citation Index (Thomson Reuters)
- Science Citation Index Expanded (Thomson Reuters)
- SCOPUS (Elsevier)
- SIIC Databases (Sociedad Iberoamericana de Informacion Cientifica)
- Soybean Abstracts Online (CABI)
- Sugar Industry Abstracts (CABI)
- Tropical Diseases Bulletin (CABI)
- Veterinary Bulletin (CABI)
- Web of Science (Thomson Reuters)